# Ballymoe
Ballymoe is een plaats in het Ierse graafschap Galway. Het dorp ligt aan de N60 op de westoever van de rivier de Suck, die de grens vormt tussen Galway en het graafschap Roscommon.